# Al-Shabab Al Arabi Club
El Al-Shabab Al Arabi Club o simplemente Al-Shabab (en árabe: الشباب‎) fue un club de fútbol de los Emiratos Árabes Unidos con sede en la ciudad de Dubái. Fue fundado en 1958 y su estadio era el Estadio Al-Shabab con capacidad para 12.000 espectadores.
El club fue campeón nacional en tres ocasiones, también ganó cinco copas nacionales y ganó la Copa de Clubes Campeones del Golfo en tres ocasiones.
El equipo desaparece en 2017 luego de fusionarse con el Dubai CSC y el Al Ahli FC para crear al Shabab Al-Ahli Dubai FC. 

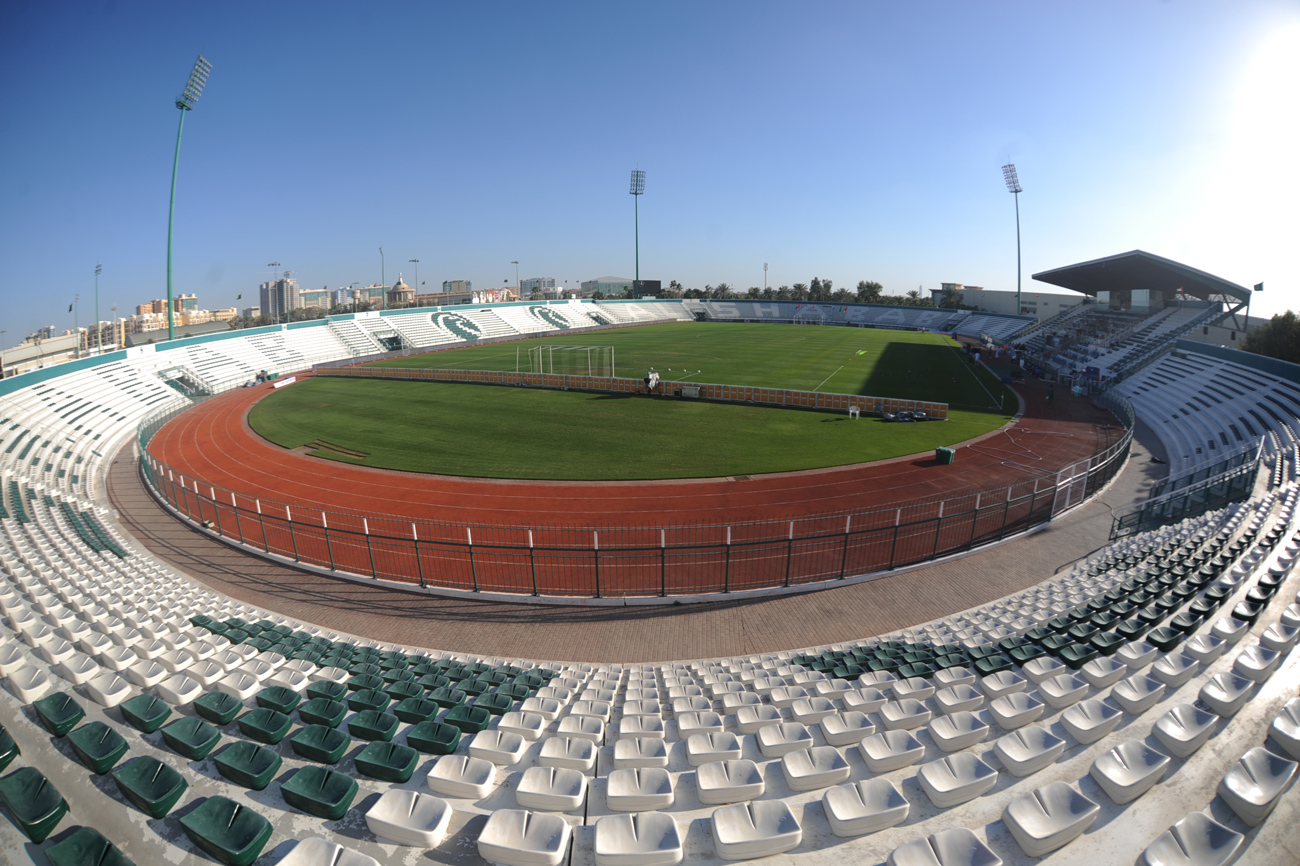
Estadio Maktoum Bin Rashid Al Maktoum o Estadio Al-Shabab.

## Palmarés

### Torneos nacionales
- Liga Árabe del Golfo: 3

1990, 1995, 2008
- Copa Presidente de Emiratos Árabes Unidos: 4

1981, 1990, 1994, 1997
- Etisalat Emirates Cup: 1

2011

### Torneos internacionales
- Copa de Clubes Campeones del Golfo (3):

1992, 2011, 2015

## Participación en competiciones de la AFC

### AFC Champions League
| Temporada | Ronda    | Club            | Casa          | Visita        | Global        |
| --------- | -------- | --------------- | ------------- | ------------- | ------------- |
| 2012      | Play off | Neftchi Fergana | 3–0           | 3–0           | 3–0           |
| 2012      | Grupo D  | Persepolis      | 1–3           | 1–6           | 4° lugar      |
| 2012      | Grupo D  | Al-Hilal        | 1–1           | 1–2           | 4° lugar      |
| 2012      | Grupo D  | Al-Gharafa      | 0–0           | 1–2           | 4° lugar      |
| 2013      | Play off | Saba Qom        | 1–1 (5–3) (p) | 1–1 (5–3) (p) | 1–1 (5–3) (p) |
| 2013      | Grupo B  | Lekhwiya        | 3–1           | 1–2           | 2° lugar      |
| 2013      | Grupo B  | Pakhtakor       | 0–1           | 2–1           | 2° lugar      |
| 2013      | Grupo B  | Al-Ettifaq      | 1–0           | 1–4           | 2° lugar      |
| 2013      | 1/16     | Esteghlal       | 2–4           | 0–0           | 2–4           |
| 2016      | Play off | Bunyodkor       | 0–2           | 0–2           | 0–2           |

### Copa de Clubes de Asia
| Temporada | Ronda        | Club          | Casa          | Visita        | Global        |
| --------- | ------------ | ------------- | ------------- | ------------- | ------------- |
| 1991      | 1            | Al-Ansar      | 3–1           | 1–1           | 4–2           |
| 1991      | Grupo A      | Mohammedan SC | 2–1           | 2–1           | 2° lugar      |
| 1991      | Grupo A      | Al-Rayyan     | 1–2           | 1–2           | 2° lugar      |
| 1991      | Grupo A      | Port FC       | 3–1           | 3–1           | 2° lugar      |
| 1991      | Semifinales  | Al-Hilal      | 0–1           | 0–1           | 0–1           |
| 1991      | Tercer Lugar | Al-Rayyan     | 2–2 (6–7) (p) | 2–2 (6–7) (p) | 2–2 (6–7) (p) |
| 1995      | 1            | Al-Ansar      | 2–1           | 0–1           | 2–2 (a)       |

## Entrenadores
| Periodo   | Nombre                  |
| --------- | ----------------------- |
| 1974–1979 | Rifaat Rajab Rieo       |
| 1978–1982 | Danilo                  |
| 1982–1983 | Teixeira                |
| 1983–1984 | Dave Mackay             |
| 1985      | Claude Le Roy           |
| 1985–1986 | Marcos Falopa           |
| 1988–1989 | Marcos Paquetá          |
| 1989–1990 | Tony Bchinnk            |
| 1991      | Khalaf Kareem           |
| 1992      | Murad Mahjoub           |
| 1994–1996 | Ilie Balaci             |
| 1996      | Popović                 |
| 1998      | Tony Bchinnk            |
| 1998      | Abdullah Saqer Al Marri |
| 1999–2000 | Rinus Israël            |

| Periodo                         | Nombre                  |
| ------------------------------- | ----------------------- |
| 2000                            | Emerlado                |
| 2000–2001                       | Dušan Radolský          |
| 2002                            | Rabah Saâdane           |
| 2002–2003                       | Grigore Sichitiu        |
| 2003                            | Hassan Ali              |
| 2003–2004                       | Reiner Hollmann         |
| 2004–2006                       | Džemal Hadžiabdić       |
| 2006                            | Renê Weber              |
| 2006–2007                       | Ilie Balaci             |
| Feb 2007                        | Abdullah Saqer Al Marri |
| Enero de 2008–junio de 2009     | Toninho Cerezo          |
| Octubre de 2009                 | Abdul Wahab Abdul Qader |
| Diciembre de 2009–junio de 2012 | Paulo Bonamigo          |
| Junio de 2012–                  | Marcos Paquetá          |
| 2014–2016                       | Caio Júnior             |
| 2016–2017                       | Fred Rutten             |
| Enero 2017–mayo de 2017         | Miroslav Đukić          |